# Luc Leman
Luc Leman (* Ledegem, 30 de abril de 1953). Fue un ciclista belga, profesional entre 1974 y 1979, cuyos mayores éxitos deportivos los logró en la Vuelta a España donde obtuvo 1 victoria de etapa en la edición de 1975.

## Palmarés
| 1975 - 1 etapa en la Vuelta a España 1976 - Nokere Koerse 1977 - Omloop van de Vlasstreek 1978 - 1 etapa en el Tour del Mediterráneo 1979 - 1 etapa en el Tour del Mediterráneo |